# Blank Face LP
Blank Face LP è il quarto album in studio del rapper statunitense Schoolboy Q, pubblicato nel 2016.

## Tracce
1. TorcH – 5:34
2. Lord Have Mercy – 1:44
3. THat Part (feat. Kanye West) – 5:13
4. Groovy Tony / Eddie Kane (feat. Jadakiss) – 6:19
5. Kno Ya Wrong (feat. Lance Skiiwalker) – 5:25
6. Ride Out (feat. Vince Staples) – 4:47
7. WHateva U Want (feat. Candice Pillay) – 3:50
8. By Any Means – 3:34
9. Dope Dealer (feat. E-40) – 3:42
10. JoHn Muir – 3:39
11. Big Body (feat. Tha Dogg Pound) – 3:43
12. Neva CHange (feat. SZA) – 4:29
13. Str8 Ballin' – 4:09
14. Black THougHts – 3:42
15. Blank Face (feat. Anderson .Paak) – 3:14
16. Overtime (feat. Miguel & Justine Skye) – 4:38
17. Tookie Knows II (feat. Traffic & TF) – 4:45